# Onthophagus usambaricus
Onthophagus usambaricus là một loài bọ cánh cứng trong họ Bọ hung (Scarabaeidae).